# Zuri
Zuri (łac. Diocesis Zuritanus) – stolica historycznej diecezji w Cesarstwie rzymskim w prowincji Afryka Prokonsularna, sufragania metropolii Kartagina. Współcześnie w Tunezji. Obecnie katolickie biskupstwo tytularne.

## Biskupi tytularni
| Lp. | Biskup               | Funkcja                                                              | Od               | Do               |
| --- | -------------------- | -------------------------------------------------------------------- | ---------------- | ---------------- |
| 1   | Franz Joseph Fischer | biskup pomocniczy Rottenburga (Niemcy)                               | 19 grudnia 1929  | 24 lipca 1958    |
| 2   | Auguste Bonnabel     | emerytowany biskup Gap (Francja)                                     | 13 lutego 1961   | 7 listopada 1967 |
| 3   | Jean Jadot           | nuncjusz apostolski urzędnik Kurii Rzymskiej                         | 23 lutego 1958   | 21 stycznia 2009 |
|     | Gerhard Maria Wagner | biskup pomocniczy elekt Linz (Austria) zrezygnował z przyjęcia sakry | 31 stycznia 2009 | 2 marca 2009     |
| 4   | Guerino Di Tora      | biskup pomocniczy Rzymu (Włochy)                                     | 1 czerwca 2009   |                  |